# Christos Tzolis
Christos Tzolis (Grieks: Χρήστος Τζόλης) (Thessaloniki, 30 januari 2002) is een Grieks profvoetballer die als aanvaller voor Club Brugge speelt.

## Clubcarrière
Op 7 juni 2020 maakte Tzolis gedurende de wedstrijd tegen Olympiakos Piraeus zijn debuut voor PAOK. Op 20 juni 2020, bij zijn tweede optreden in het eerste team, scoorde de 18-jarige de gelijkmaker in de 3-1 overwinning op OFI Kreta. Tzolis werd met deze goal de jongste speler die gedurende seizoen 2019/20 van de Griekse Super League een doelpunt maakte en werd tevens de op een na jongste doelpuntenmaker uit de geschiedenis van PAOK, achter Giorgos Koudas. Christos Tzolis was op dat moment 18 jaar, 4 maanden en 21 dagen oud.
Op 25 augustus 2020, tijdens de Champions League kwalificatiewedstrijd tegen Beşiktaş JK, maakte Tzolis twee doelpunten gedurende de eerste helft en gaf hij tevens een assist voor de 3-0 van Dimitris Pelkas. Na Stelios Pozoglou en Dimitris Salpingidis werd hij daarmee de op twee na jongste doelpuntenmaker voor PAOK in een Europese wedstrijd. Christos Tzolis was op dat moment 18 jaar, 6 maanden en 26 dagen oud. Hierna werd bekendgemaakt dat Tzolis was opgeroepen voor het Grieks voetbalelftal.
Op 12 augustus 2021 werd de transfer van Tzolis naar Norwich City officieel bekendgemaakt. Met de transfersom (11,5 miljoen euro met nog oplopende bonussen en een doorverkoop percentage van 17,5%) werd Tzolis de speler die het meeste opbracht in de clubgeschiedenis van PAOK.
In het seizoen 2022/23 speelde hij op huurbasis bij FC Twente. Een seizoen later ging hij op huurbasis naar Fortuna Düsseldorf.
In de zomer van 2024 trok Tzolis naar Club Brugge. Hij kreeg meteen zijn eerste basisplaats in de Supercup tegen Union Sint-Gillis. Hij scoorde ook meteen zijn eerste doelpunt.
Gedurende het seizoen kreeg hij nog 32 basisplaatsen en maakte hij nog 12 goals en 8 assists in de Jupiler Pro League. Hij kreeg 4 basisplaatsen en maakte 3 goals en 2 assists in de Croky cup en kreeg hij 12 basisplaatsen en maakte hij 1 goal en 3 assists in de UEFA Champions league.
Op 14 juli 2025 verlengde hij zijn contract bij Club Brugge.

## Clubstatistieken
| Seizoen | Club                 | Land                 | Competitie      | Competitie | Competitie | Beker | Beker | Supercup | Supercup | Internationaal | Internationaal | Totaal | Totaal |
| Seizoen | Club                 | Land                 | Competitie      | Wed.       | Dlp.       | Wed.  | Dlp.  | Wed.     | Dlp.     | Wed.           | Dlp.           | Wed.   | Dlp.   |
| ------- | -------------------- | -------------------- | --------------- | ---------- | ---------- | ----- | ----- | -------- | -------- | -------------- | -------------- | ------ | ------ |
| 2019/20 | PAOK Saloniki        | Vlag van Griekenland | Super League    | 9          | 1          | 1     | 0     | —        | —        | 0              | 0              | 10     | 1      |
| 2020/21 | PAOK Saloniki        | Vlag van Griekenland | Super League    | 33         | 6          | 4     | 5     | —        | —        | 9              | 5              | 46     | 16     |
| 2021/22 | PAOK Saloniki        | Vlag van Griekenland | Super League    | 0          | 0          | 0     | 0     | —        | —        | 1              | 0              | 1      | 0      |
| 2021/22 | Norwich City         | Vlag van Engeland    | Premier League  | 14         | 0          | 3     | 2     | —        | —        | —              | —              | 17     | 2      |
| 2022/23 | → FC Twente          | Vlag van Nederland   | Eredivisie      | 10         | 1          | 1     | 0     | —        | —        | 4              | 2              | 15     | 3      |
| 2022/23 | Norwich City         | Vlag van Engeland    | Championship    | 13         | 1          | 0     | 0     | —        | —        | —              | —              | 13     | 1      |
| 2023/24 | → Fortuna Düsseldorf | Vlag van Duitsland   | 2. Bundesliga   | 32         | 22         | 5     | 2     | —        | —        | —              | —              | 37     | 24     |
| 2024/25 | Fortuna Düsseldorf   | Vlag van Duitsland   | 2. Bundesliga   | 0          | 0          | 0     | 0     | —        | —        | —              | —              | 0      | 0      |
| 2024/25 | Club Brugge          | Vlag van België      | Eerste klasse A | 16         | 6          | 1     | 0     | 1        | 1        | 5              | 1              | 23     | 8      |
| Totaal  | Totaal               | Totaal               | Totaal          | 127        | 37         | 15    | 9     | 1        | 1        | 19             | 8              | 162    | 55     |

## Interlandcarrière

### Jeugdelftallen
Tzolis speelde als jeugdinternational bij het Grieks elftal onder 17 en 19 jaar.

### Senior team
Op 7 oktober 2020 maakte hij zijn debuut in een vriendschappelijke wedstrijd tegen Oostenrijk. In zijn tweede interland tegen Cyprus (ook vriendschappelijke wedstrijd) scoorde hij zijn eerste doelpunt voor het Grieks voetbalelftal.

## Erelijst
| Competitie            | Aantal        | Jaren         |
| PAOK Saloniki         | PAOK Saloniki | PAOK Saloniki |
| --------------------- | ------------- | ------------- |
| Beker van Griekenland | 1x            | 2020/21       |
| Club Brugge           |               |               |
| Beker van België      | 1x            | 2024/25       |
| Belgische Supercup    | 1x            | 2025          |